# Вакс, Анатолий Бенционович
Анато́лий Бенцио́нович Вакс (20 мая 1920, Комаровцы, Каменец-Подольский уезд, Подольская губерния, Украинская ССР ― 23 июня 2000, Йошкар-Ола, Марий Эл, Россия) ― советский военный деятель, деятель науки, учёный-экономист. Кандидат экономических наук, профессор. Участник Советско-финляндской, Великой Отечественной и Советско-японской войн, подполковник. Член ВКП(б) с 1941 года.

## Биография
Родился 20 мая 1920 года в с. Комаровцы ныне Хмельницкой области Украины в семье пекаря. В 1939 году окончил Харьковский машиностроительный техникум. 
В декабре 1939 года призван в РККА из г. Павловский Посад Московской области. Участник Советско-финляндской войны, был контужен. В 1941 году вступил в ВКП(б). Участник Великой Отечественной войны: политработник артиллерийского полка и отдельного батальона химической защиты на Западном и 3-м Белорусском фронтах, от старшего лейтенанта до майора. В 1945 году принимал участие в войне с Японией. После войны, с 1945 года был дивизионным партработником, начальником отдела пропаганды в Дрездене и Душанбе, майор.
В 1952 году экстерном окончил историко-филологический факультет Смоленского педагогического института имени К. Маркса. В том же году приехал в Йошкар-Олу: начальник партийной школы в/ч, заместитель командира по политчасти в/ч 31557. В июле 1960 года уволился с военной службы в звании подполковника.
В 1961 году окончил факультет иностранных языков Марийского педагогического института имени Н. К. Крупской, до 1979 года ― старший преподаватель, доцент кафедры политэкономии этого института. В 1964 году окончил аспирантуру Московского государственного университета им. М. В. Ломоносова, успешно защитил кандидатскую диссертацию на тему «Экономические проблемы развёрнутого строительства социализма в Германской Демократической Республике». Кандидат экономических наук (1965).
В 1979–1989 годах заведовал кафедрой политэкономии Марийского государственного университета, в 1989 году присвоено звание профессора.
Скончался 23 июня 2000 года в Йошкар-Оле. 

## Основные научные работы
Далее представлен список основных научных работ А. Б. Вакса:
- Вакс А. Б. Экономические проблемы развернутого строительства социализма в Германской Демократической Республике [Текст]: Автореферат дис. на соискание учен. степени кандидата экон. наук / Моск. гос. ун-т им. М. В. Ломоносова. Экон. фак. Кафедра экономики зарубежных стран. ― Москва: [б. и.], 1964. ― 16 с.
- Вакс А. Б. Научно-технический прогресс: проблемы планирования и стимулирования. ― Йошкар-Ола: Марийское книжное издательство, 1975. ― 176 с.
- Вакс А. Б. Проблемы органического соединения достижений НТР с социалистической системой хозяйства. ― Саранск: Издательство Сарат. ун-та, Саран. фил., 1989. ― 121 с.
- Вакс А. Б. Стимулы ускорения. ― Йошкар-Ола: Марийское книжное издательство, 1990. ― 101 с.
- Вакс А. Б. Основы экономической теории. ― Йошкар-Ола: МарГУ, 1996. ― 298 с.

## Награды
- Орден Отечественной войны I степени (06.04.1945; 06.04.1985)[1]
- Орден Отечественной войны II степени (03.10.1944)[1]
- Орден Красной Звезды (05.03.1944, 26.10.1955)[1]
- Орден ГДР «За заслуги перед народом и Отечеством» II степени (06.05.1985)[1]
- Медаль «За боевые заслуги» (20.04.1953)
- Медаль «За оборону Москвы» (01.05.1944)
- Медаль «За победу над Германией в Великой Отечественной войне 1941—1945 гг.» (09.05.1945)
- Медаль «За взятие Кёнигсберга» (09.06.1945)
- Медаль «За освобождение Варшавы» (09.06.1945)
- Медаль «За победу над Японией» (30.09.1945)
- Юбилейная медаль «За доблестный труд. В ознаменование 100-летия со дня рождения Владимира Ильича Ленина»
- Почётная грамота Президиума Верховного Совета Марийской АССР (1980)[1]